# مقاطعة سميث (فيرجينيا)
 مقاطعة سميث  (بالإنجليزية:  Smyth County)‏ هي إحدى المقاطعات في ولاية فيرجينيا في الولايات المتحدة الأمريكية.

## أعلام
- بنجامين فرانكلين بوكانان
- جيف كامبل
- دبليو. بات جينينغز
- هوبارت سميث